# Форест-гейт (станція)
51°32′58″ пн. ш. 0°01′27″ сх. д. / 51.5494° пн. ш. 0.0242° сх. д.

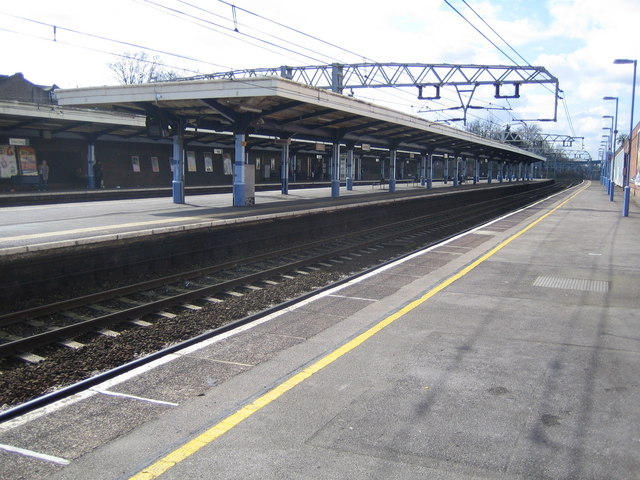
Платформи станції Форест-гейт

Форест-гейт — залізнична станція на залізниці Great Eastern Main Line обслуговує квартал Форест-гейт, лондонське боро Ньюем, Східний Лондон. Розташована за 8.5 км від станції Ліверпуль-стріт. Тарифна зона — 3. Пасажирообіг за 2017 рік — 3.207 млн осіб  
Станцію було відкрито в 1840 році на залізниці Eastern Counties Railway. Станція на початок 2018 року є під орудою TfL Rail, з 2019 — Crossrail, зі станції потягами можна буде дістатися до станцій в центрі Лондона, а також до Редінга та аеропорту Лондон-Хітроу

## Пересадки
- на автобуси оператора London Buses №58, 308, та 330
- на станцію London Overground Вонстед-парк